# Eversley
Eversley is een civil parish in het Engelse graafschap Hampshire.